# Sibongile Mjekula
Sibongile Mjekula, née le 2 février 1991, est une gymnaste rythmique sud-africaine.

## Carrière
Aux Championnats d'Afrique de gymnastique rythmique 2004 à Thiès, elle remporte dans la catégorie junior la médaille d'or au concours général, à la corde, au ballon, aux massues et au ruban.
Sibongile Mjekula est médaillée d'or au concours général aux Championnats d'Afrique de gymnastique rythmique 2009 au Caire et médaillée de bronze au cerceau aux Championnats d'Afrique de gymnastique rythmique 2010 à Walvis Bay.